# World Digital Library
Die World Digital Library, auf Deutsch „Digitale Weltbibliothek“, ist ein Projekt der US-Nationalbibliothek Library of Congress und der UNESCO. Die World Digital Library stellt kulturell herausragende Dokumente aus aller Welt über das Internet kostenlos und für jedermann zur Verfügung.

## Projektziel
Das Ziel des Projektes ist es, mit den Materialien das kollektive digitale Gedächtnis der Menschheit zu bewahren und das internationale und interkulturelle Verständnis zu fördern. Ausdrücklich werden auch Nationen gefördert, die nicht zur westlichen und englischsprechenden Welt gehören. Ein besonderes Augenmerk wird auf die Kulturen des Nahen Ostens gelegt.
Diese kulturellen Ressourcen sollen Lehrkräften, Schülern und Interessenten offenstehen und zur wissenschaftlichen Forschung beitragen.
Zudem soll die Menge und die Vielfalt des kulturellen Inhaltes im Internet erweitert und die digitale Zusammenarbeit der Partnerinstitutionen zwischen und innerhalb der beteiligten Länder aufgebaut und verbessert werden.

## Geschichte

### Initiative
Nach mehr als 20 Jahren Abwesenheit waren die USA 2003 in die UNESCO zur ständigen Mitarbeit zurückgekehrt. Als Nationalkommissar der USA für die UNESCO wurde der Leiter der Kongressbibliothek James Hadley Billington nominiert. Bei seiner ersten Teilnahme an der Jahreskonferenz im Juni 2005 wurde er zu einem Plenarvortrag eingeladen. Sein Vortrag war mit A View of the Digital World Library betitelt und er entwarf eine Vision, dass die reichen Sammlungen der Institutionen und Bibliotheken der Welt wieder zurückgegeben werden sollten.
Google Inc. wurde der erste Teilnehmer dieser Public Private Partnership und spendete 2005 drei Millionen Dollar zur  Entwicklung der World Digital Library.

“[…] institutions, libraries, and museums have preserved could be given back to the world free of charge and in a new form far more universally accessible than any forms that have preceded it.”

„[…] Institute, Bibliotheken und Museen haben aufbewahrt und könnten es der Welt gratis zurückgeben und dies in einer Form, die universeller zugänglich ist als jegliche Formen, die es vorher gab.“

### Planungsphase
Auf der Jahreskonferenz der Nationalkommission 2006 legte der Seniorreferent der Kongressbibliothek John Van Oudenaren einen Projektplan vor. Damit konnte die Initiative Billingtons in die Tat umgesetzt werden. Zunächst wurden von den beteiligten Partnern die Grundlagen in vier Hauptbereichen beraten.
- technische Struktur
- Auswahl
- Führung
- Finanzierung

Im Dezember 2006 trafen sich 45 Direktoren und technische Leiter von Nationalbibliotheken mit weiteren Kultur- und Bildungsrepräsentanten in Paris, um die Entwicklung der Digitalen Weltbibliothek zu diskutieren und das Projekt in Angriff zu nehmen. Die Teilnehmer bildeten Arbeitsgruppen für jeden dieser vier Projektbereiche, um die Anforderungen zu formulieren.

### Realisierungsphase
Der Planungsprozess wurde mit einem Treffen der Arbeitsgruppen in der ersten Hälfte von 2007 fortgesetzt, weitere Experten für Digitalbibliotheken wurden hinzugezogen. Informatiker, Spezialisten aus der Bibliothekswissenschaft und der Webentwicklung, sowie Experten der Geldbeschaffung führten die Projektarbeit weiter. Diese Arbeitsgruppen legten ihre Ergebnisse im Juli 2007 in einer WDL-Gruppe zusammen und erstellten eine Präsentation über die Struktur des Webauftritts. Diese Ausarbeitung wurde am 17. Oktober 2007 in Paris auf der 34. Sitzung der UNESCO als WDL-Präsentation vorgelegt. Der Prototyp der digitalen Weltbibliothek wurde von den UNESCO-Delegierten getestet. Während dieser Tagung unterzeichnete der Direktor der Kongressbibliothek, James H. Billington, und der stellvertretende UNESCO-Direktor für Kommunikation und Information, Abdul Waheed Khan, ein Abkommen zur weiteren Arbeit.
Anfang September 2008 entschloss sich die Organisation Amerikanischer Staaten (OAS) mit der US-Kongressbibliothek bei der Entwicklung der WDL zusammenzuarbeiten. Ihr Generalsekretär José Miguel Insulza unterzeichnete gemeinsam mit dem Kongressbibliothekar James Billington einen Vertrag über Zusammenarbeit am OAS-Sitz.
Im folgenden Zeitraum bis zum Frühjahr 2009 konnten knapp 40 Partner zur Mitarbeit gewonnen werden. Neben den Gründungsmitgliedern sind die Nationalbibliotheken von Ägypten, Brasilien, China, Frankreich, Irak, Israel, Russland, Serbien, Schweden und Uganda beteiligt. Die Bibliotheca Alexandrina beteiligt sich mit der International Federation of Library Associations and Institutions (IFLA).
Am 21. April 2009 wurde die World Digital Library in Paris durch UNESCO-Generaldirektor Kōichirō Matsuura und den Leiter der Library of Congress James Hadley Billington offiziell eröffnet.

## Projektumfang
In das Projekt werden Manuskripte, Karten, seltene Bücher, Musik, Tonaufnahmen, Filme, Fotos und Architekturpläne und weitere Dokumentenarten aufgenommen. Eine Suche ist im Volltext über ein Eingabefeld und auch grafisch möglich. Mit einer Zeitleiste kann der Zeitraum der Ergebnissuche eingeschränkt werden. Für die Vorauswahl wird eine Weltkarte zur Auswahl von Regionen angeboten.
Das ausgewählte Dokument kann mit einem Zoom auf Einzelheiten in der hochaufgelösten Version durchsucht werden. Zu den digitalisierten Originaldokumenten ist ein erläuternder Erklärungstext vorhanden.
Im Kopf der Internetseite befinden sich in der englischen Fassung die Suchvorgaben
- Place (Ort, Region),
- Time (Zeitraum),
- Topic (Stichwort),
- Type of Item (Kategorie),
- Institution (Partnerinstitut).

Projektsprachen sind die sechs offiziellen UNO-Sprachen Arabisch, Chinesisch, Englisch, Französisch, Russisch und Spanisch sowie zusätzlich Portugiesisch, die Sprachauswahl ist über eine Auswahleingabe möglich. In einem weiteren Eingabefeld lassen sich Stichworte für eine Volltextsuche eingeben. Bei erfolgter Dokumentauswahl werden verwandte Dokumente (related items) angeboten.
Die Barrierefreiheit wurde nach den Empfehlungen der Web Content Accessibility Guidelines 2.0 umgesetzt.
Die World Digital Library und das europäische Portal Europeana sind zwei getrennte Projekte und haben verschiedene Zielsetzungen. Europeana deckt vor allem digitale Sammlungen über Europa in europäischen Bibliotheken, Archiven und Museen ab. Die World Digital Library wird kulturell und historisch besonders bedeutsame Inhalte aus allen 193 Mitgliedsländern der UNESCO anbieten. Die vorwiegend als TIFF- und PDF-Dateien gespeicherten Objekte werden nicht aus den originalen Standorten verlinkt, sondern liegen auf gesonderten Servern der WDL.
Beim Start enthielt die WDL 1170 Objekte, bereits zwei Tage später wurden 1358 Objekte gemeldet. Billington sagte hierzu: „Es ist ein offener Prozess.“ Demgemäß gibt es auch keine Zielgröße.

## Partner des Projektes
Deutsche, österreichische und schweizerische Institutionen haben Ende April 2009 Objekte angemeldet; einige sind inzwischen als Projektpartner beteiligt.
| Bibliothek                                                               | Standort           |
| ------------------------------------------------------------------------ | ------------------ |
| Bibliotheca Alexandrina                                                  | Ägypten            |
| Brown University                                                         | USA                |
| Zentrum für Geschichtsstudien Mexikos                                    | USA                |
| Qatar Foundation                                                         | Katar              |
| Columbus Memorial Library                                                | USA                |
| International Federation of Library Associations and Institutions        | international      |
| Nationalbibliothek und Archiv Iraks                                      | Irak               |
| John Carter Brown Library                                                | USA (Rhode Island) |
| König Abdullah Universität für Wissenschaft und Technologie              | Saudi-Arabien      |
| US-Kongressbibliothek                                                    | USA                |
| Mamma Haidara Commemorative Library                                      | Mali               |
| National Archives and Records Administration                             | USA                |
| National Central Library                                                 | Taiwan             |
| National Diet Library                                                    | Japan              |
| Ägyptische Nationalbibliothek und -archiv                                | Ägypten            |
| US-Nationalinstitut für Anthropologie und Geschichte                     | USA                |
| Nationalbibliothek Brasiliens                                            | Brasilien          |
| Chinesische Nationalbibliothek                                           | China              |
| Französische Nationalbibliothek                                          | Frankreich         |
| Israelische Nationalbibliothek                                           | Israel             |
| Russische Nationalbibliothek                                             | Russland           |
| Serbische Nationalbibliothek                                             | Serbien            |
| Nationalbibliothek Schwedens                                             | Schweden           |
| Nationalbibliothek Ugandas                                               | Uganda             |
| Königliches Institut für Südostasien und die Karibik der Niederlande     | Niederlande        |
| Russische Staatsbibliothek                                               | Russland           |
| St. Mark Coptic Library                                                  | USA (Ohio)         |
| Tetouan-Asmir Association                                                | Marokko            |
| Universitätsbibliothek Bratislava                                        | Slowakei           |
| Universitätsbibliothek Pretoria                                          | Südafrika          |
| Wellcome Library                                                         | Großbritannien     |
| Universitätsbibliothek von Yale                                          | USA                |
| Bibliothek des Präsidenten B. N. Jelzin                                  | Russland           |
| Österreichische Nationalbibliothek                                       | Österreich         |
| Bayerische Staatsbibliothek                                              | Deutschland        |
| Staatsbibliothek zu Berlin                                               | Deutschland        |
| Universitätsbibliothek Heidelberg                                        | Deutschland        |
| Sächsische Landesbibliothek – Staats- und Universitätsbibliothek Dresden | Deutschland        |